# كيرشهايمبولاندن
كِرشهَيم بُلَندِن (بالألمانية: Kirchheimbolanden) (نقحرة: كيرشهايمبولاندن) هي بلدة ألمانية تقع في ألمانيا في راينلند بالاتينات. يقدر عدد سكانها بـ 7,992 نسمة .

## المدن التوأمة
مدن تشيرنياخوفسك، لنكة وريتين هي مدن توأمة لـكيرشهايمبولاندن.

## أعلام
- يوجين وولف
- ساشا كوتيش
- ديفيد هوفمان
- تيمو بيكر